# معركة العديسة 2024
معركة العديسة 2024 بدأت معركة في قرية العديسة في جنوب لبنان في الأول من أكتوبر 2024، وسط غزو الإسرائيلي للبنان 2024

## خلفيه
في الأول من أكتوبر 2024، بدأت إسرائيل غزو لبنان كجزء من حرب إسرائيل وحزب الله عام 2024 وصراع إسرائيل وحزب الله ، نتيجة لانتشار حرب إسرائيل وحماس . بدأ ذلك بعد أن واجه حزب الله سلسلة من الانتكاسات في سبتمبر 2024 أدت إلى تدهور قدراته والقضاء على معظم قياداته بدءًا من انفجارات أجهزة النداء تلاها حملة غارات جوية إسرائيلية استهدفت حزب الله في جميع أنحاء لبنان، مما أسفر عن مقتل أكثر من 800 وإصابة ما لا يقل عن 5000 في أسبوع، وبلغت ذروتها في اغتيال زعيم حزب الله حسن نصر الله في 27 سبتمبر 

## معركة والخط الزمني
1 أكتوبر
وفي الأول من أكتوبر تشرين الأول، زعم حزب الله أنه استهدف جنوداً إسرائيليين في البلدات المقابلة للعديسة
2 اكتوبر
في اكتوبر 2 الثاني من أكتوبر/ تشرين الأول، أعلن حزب الله أن قوات إسرائيلية تعرضت لكمين نصبه مقاتلو حزب الله في العديسة وأجبرت على التراجع أثناء محاولتها تفكيك البنية التحتية للمسلحين. قتل ستة جنود من وحدة إيجوز في الاشتباك وأصيب العديد من الآخرين، بما في ذلك خمسة في حالة خطيرة. وقال الجيش الإسرائيلي إن 20 مقاتلاً آخرين من حزب الله قتلوا خلال الاشتباك في وقت مبكر من صباح يوم 2 أكتوبر 2024 تحركت قوة من وحدة إيجوز نحو القرية، وتم رصدها قبل وصولها، ونصب مسلحو قوة رضوان كمينا. وسط الضباب الكثيف دخل أفراد وحدة إيجوز أحد المباني في القرية، حوالي الساعة 04:30 صباحًا عندما تعرضوا للهجوم من عدة اتجاهات تحت الضباب والضباب، لم يتمكن سلاح الجو الإسرائيلي من تقديم الدعم القتالي، لذلك تم نشر العملاء الخاصين من الوحدة 669 لإنقاذ وإجلاء الأفراد المحاصرين. في مرحلة ما من المعركة، حاول مسلحو حزب الله اختطاف جثث أفراد وحدة إيجوز ولكن تم إحباطهم في هذه المحاولة قتل ثمانية مقاتلين من إيجوز أثناء القتال، بمن فيهم قائد الفريق الكابتن هاريل إيتنجر. تحصن أفراد قوة رضوان في مسجد تعرض بعد ذلك لهجوم بواسطة طائرة بدون طيار. وفي هذه المعركة قتل 6 من أفراد وحدة إيجوز وجرح 30 آخرون، بما في ذلك 7 إصاباتهم خطيرة، كما زعم جيش الدفاع الإسرائيلي أنه قتل 30 من مسلحي حزب الله خلال المعركة وفي وقت لاحق من نفس اليوم، أسفر كمين نصبه حزب الله عن مقتل جنديين إسرائيليين وإصابة 18 آخرين الهجوم بمثابة انتصار لحزب الله.وقال الجيش اللبناني إن قوة إسرائيلية عبرت الخط الأزرق في العديسة وزعم أنها تراجعت بعد توغل لمسافة حوالي 400 متر
3 اكتوبر
وفي 3 أكتوبر/تشرين الأول، أعلن حزب الله أنه استهدف جنوداً إسرائيليين في الثغرة على مشارف العديسة
من 4 اكتوبر إلى 9 اكتوبر
وذكرت مصادر تابعة لحزب الله أن قوات الجيش الإسرائيلي انسحبت من العديسة

## انظر ايضا
- غزو إسرائيل للبنان 2024
- غارة جوية على الباشورة (أكتوبر 2024)